# 檜木車両

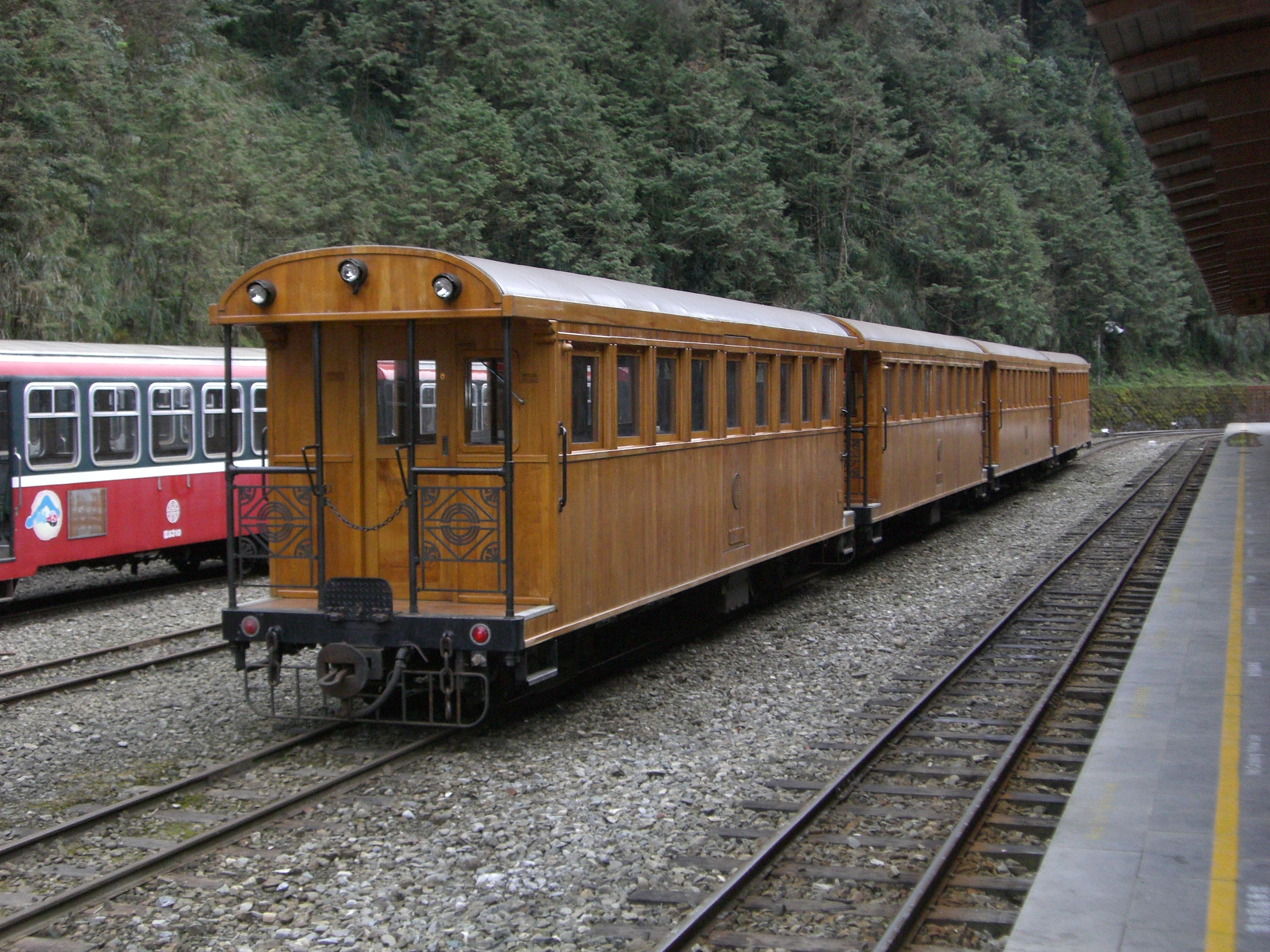
檜木車両（先頭は守車）

檜木車両（ひのきしゃりょう）は阿里山森林鉄路に在籍する客車である。
林務局は阿里山森林鉄路に新たなサービスを増やす為に、観光列車用として8両の台湾産ヒノキを用いた檜木車両を台湾車輌で新製した。これらの客車は週に6日間、神木線及び阿里山線の嘉義駅 - 鹿麻産駅 - 竹崎駅で運用されている。

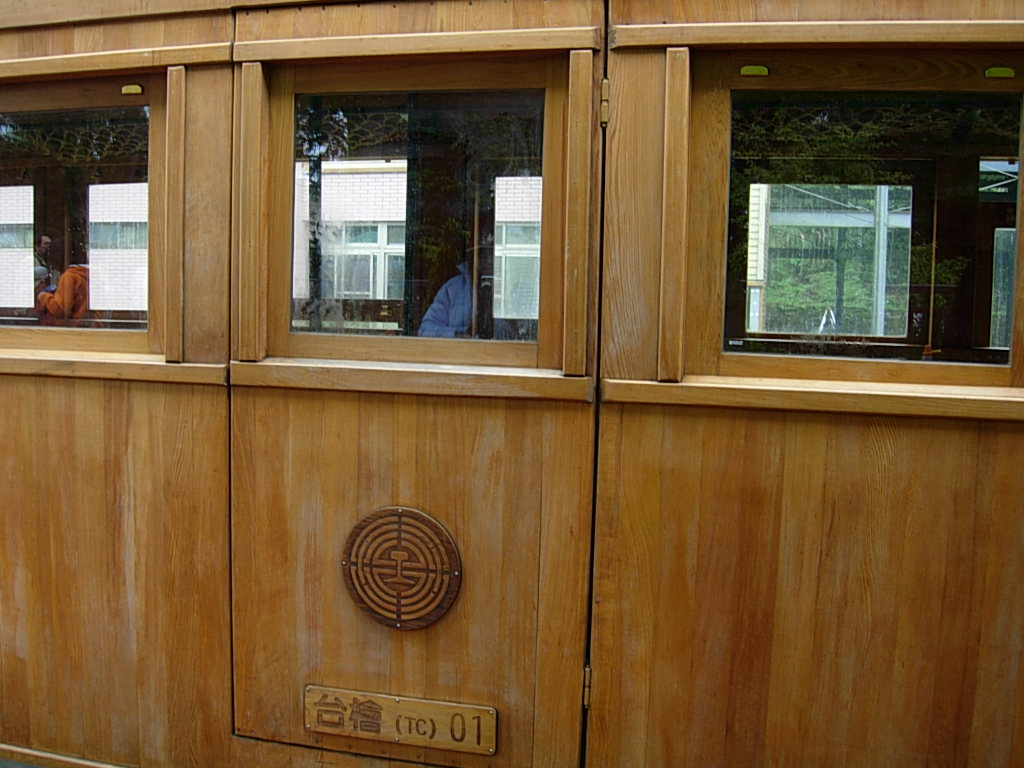
中央部の扉と木製のエンブレム

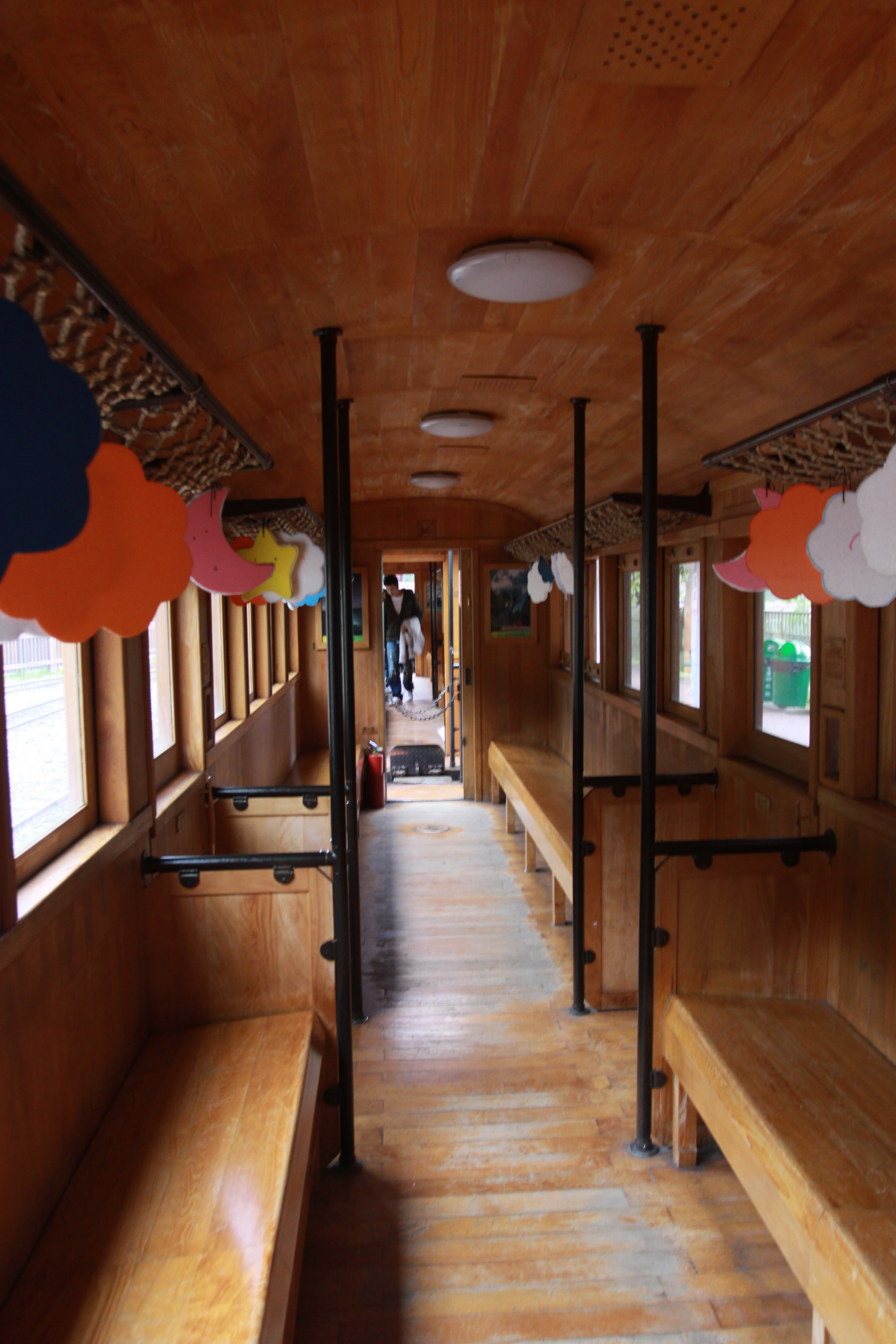
檜木車両車内

車体デザインは北門車庫で保存中の古い木造客車に似せられている。
シングルルーフで屋根上にはベンチレータ無し、オープンデッキでデッキの手すりには阿里山森林鉄路のマークを形取った飾りが入っている。側窓は一段下降式で中央部には乗降扉が有り木製のエンブレムが付く。車内は木製のロングシートで窓上には網棚を装備するが、冷房装置や扇風機などの装備はない。車内外共にヒノキの木目を生かした仕上げとなっている。
車体台枠は鋼製で、床下にトラス棒などは付いていない。台車は枕バネに板バネを用いたイコライザー式で、連結器はピン・リンク式である。山上方向の車両は守車（緩急車）として推進運転時の乗務員室や前照灯、排障器などを装備する。
木造旅客車両は多くの国の鉄道で安全上の理由から淘汰されてきた歴史があるだけに、21世紀に入ってからの、本線用としての木造車体の鉄道車両新製は大変珍しい事例である。

## 歴史
- 2005年12月 - 檜木車両投入運用開始。
- 2007年7月15日 - 嘉義駅、鹿麻産駅、竹崎駅に停車する蒸気機関車牽引列車での運用開始。

## 車両資料
| 代    | 製造所   | 製造年 | 車両番号                          | 両数 | 運用路線                         |
| ----- | -------- | ------ | --------------------------------- | ---- | -------------------------------- |
| 1次車 | 台湾車輌 | 2005年 | TC1-TC3、TC5-TC9（注：TC4は欠番） | 8両  | 神木区間線・阿里山線（平地区間） |